# José Luis Gayà Peña
José Luis Gayà Peña (Pedreguer, Marina Alta, 25 de maig de 1995), conegut futbolísticament com a Gayà, és un futbolista professional valencià que juga com a lateral esquerre al València Club de Futbol a la Primera Divisió. Es va formar a les categories inferiors d'aquest equip fins a arribar a ser el capità del primer planter a l'actualitat. És internacional amb la selecció espanyola.

## Carrera esportiva

### Inicis
Va donar els seus primers passos en el futbol com a davanter a la seua localitat, Pedreguer (Marina Alta), i amb 11 anys va cridar l'atenció dels observadors del València Club de Futbol. Durant anys feia uns 100 km. d'anada i altres tants de tornada cada dia amb el seu pare per anar a entrenar a Paterna, fins que quan ja era més major es va instal·lar a la residència de la ciutat esportiva. Era molt golejador, va marcar 60 gols en la seua primera temporada al planter valencianista. Un dels seus referents era David Villa, però els tècnics, en veure les seues característiques, el van situar en la posició de migcampista interior esquerre i posteriorment en la de lateral esquerre.
La jove promesa del planter, va començar a destacar al València Mestalla i va arribar a debutar en partit oficial amb el primer equip amb només 17 anys, el 30 d'octubre de 2012, com a titular en l'anada del partit de Copa del Rei enfront de la UE Llagostera, amb victòria valencianista per 0-2 i amb l'argentí Mauricio Pellegrino com a tècnic. Al febrer de 2013 es va fer oficial la renovació del seu contracte amb el club fins al 2018.
Va continuar en el València Mestalla, però l'arribada de Rufete com a director esportiu al club va suposar un punt d'inflexió en la seua carrera i es va estudiar la seua incorporació al primer equip. El 12 de desembre de 2013 va esdevenir el debutant més jove de la història del club en competició europea amb 18 anys, 6 mesos i 17 dies, en ser titular de la mà del tècnic Miroslav Djukic a Mestalla davant l'Kuban Krasnodar rus (1-1) a la UEFA. Una inoportuna lesió va retardar la seua incorporació al primer equip, però una vegada recuperat va tornar als entrenaments i a finals de març de 2014 el club ja anunciava la seua incorporació definitiva a la primera plantilla, on disputaria el lloc amb un altre jugador del planter valencianista com Juan Bernat després de la sortida al mercat d'hivern del mexicà Andrés Guardado.
El seu debut oficial a la Lliga va haver d'esperar un poc més, fins al 27 d'abril de 2014 a Mestalla enfront l'Atlètic de Madrid (0-1), on va ser titular i un dels més destacats, tot i que ja era habitual veure'l disputar minuts a l'Europa League de la mà del tècnic Juan Antonio Pizzi.

### Confirmació al primer equip

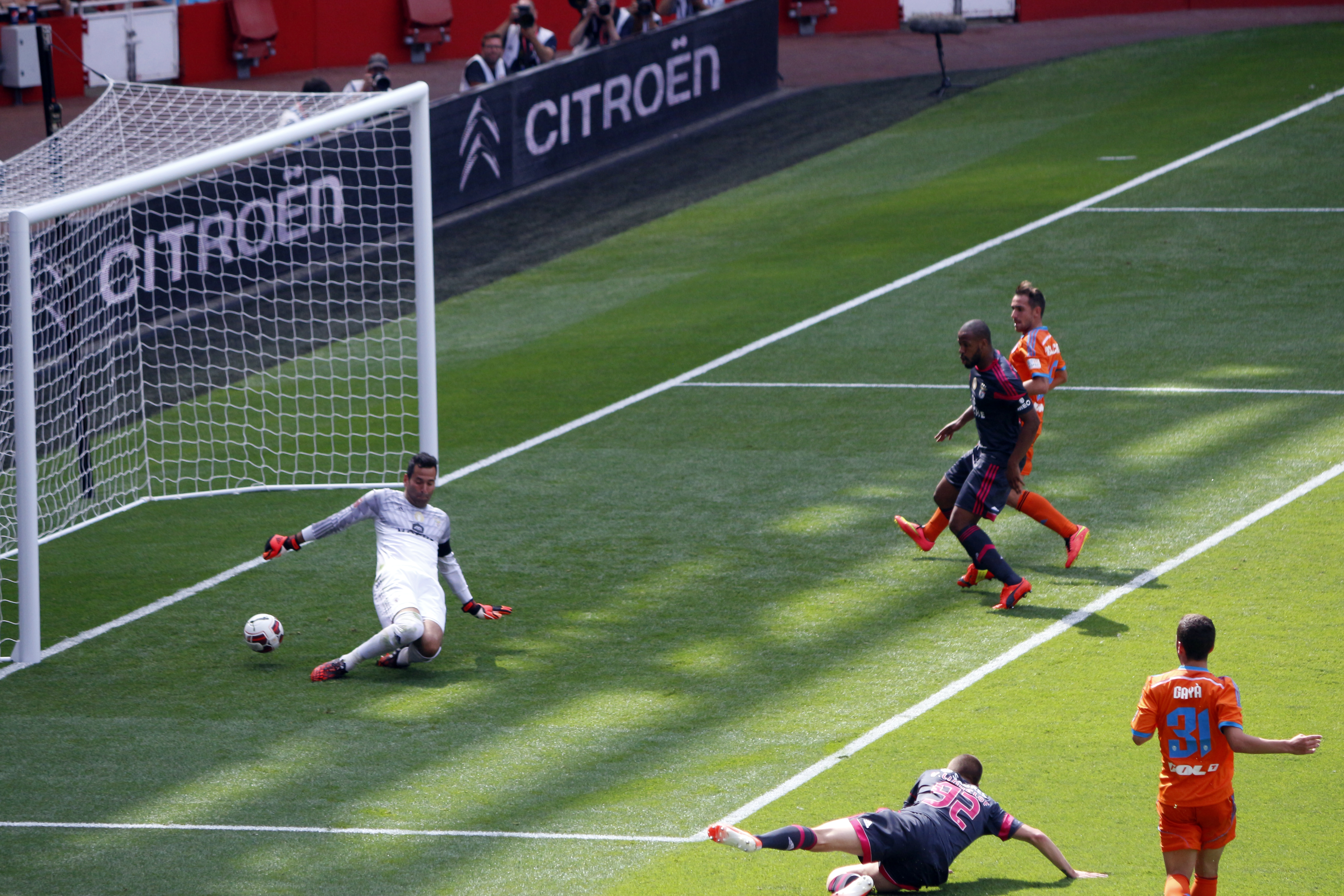
Gayà fa un gol a un partit de pretemporada davant el SL Benfica a l'agost de 2014.

L'estiu de 2014 el club va decidir apostar fort per ell en desprendre's del lateral titular Juan Bernat, venut al Bayern de Múnic. A més, l'arribada de l'argentí Lucas Orbán no va impedir la seua titularitat en el renovat València CF de Nuno Espírito Santo i Peter Lim. La titularitat i les seues grans actuacions el van portar a saltar de la selecció sub-19 a la sub-21, i fins i tot ser tingut en compte per a l'absoluta. Va marcar el seu primer gol oficial a Mestalla el 25 de setembre enfront del Còrdova CF (3-0), marcant el segon dels tres gols valencianistes. Davant la ràpida progressió del jugador, el club va iniciar els contactes per millorar el seu contracte. El 8 de maig de 2015 es va anunciar la seua renovació fins al 2020 amb l'equip valencianista i amb una clàusula de rescissió de 50 milions d'euros. D'aquesta manera el pedreguerí confirmava la seua consolidació al primer planter del València C.F.
La següent temporada, 2015-16, no fou fàcil tant per al jugador com per l'equip. El lateral va patir una sèrie de lesions menors que li van complicar la participació constant al llarg de la temporada, la qual cosa va minvar el rendiment de l'equip. El club, a més, va entrar en una fase d'inestabilitat que va comportar les destitucions de Nuno Espirito Santo i Gary Neville i la contractació a final de temporada de Pako Ayestarán. L'equip va patir una de les pitjors temporades de la seua història recent, batallant pel descens en alguns trams de l'any i amb una dotzena posició final a la lliga.
La lliga 2016-17 va començar amb la continuació d'Ayestaran a la banqueta, però després de quatre derrotes consecutives fou substituït al setembre per Voro, el qual actuaria com a tècnic interí. El creixement futbolístic del jove jugador valencià va continuar, tot i que a menor ritme, a causa de la inèrcia irregular de l'equip al llarg de la temporada. Amb l'arribada de Cesare Prandelli el jugador va disputar bons partits, tot i que la dimissió de l'italià al desembre del 2016 i la tornada de Voro va frenar, una vegada més, la progressió de l'exprès de Pedreguer. L'equip va protagonitzar una nova temporada mediocre encara que el jugador va ser un fixe a l'onze durant les últimes jornades lligueres, destacant la seua actuació contra el Reial Madrid.

### Anys amb Marcelino

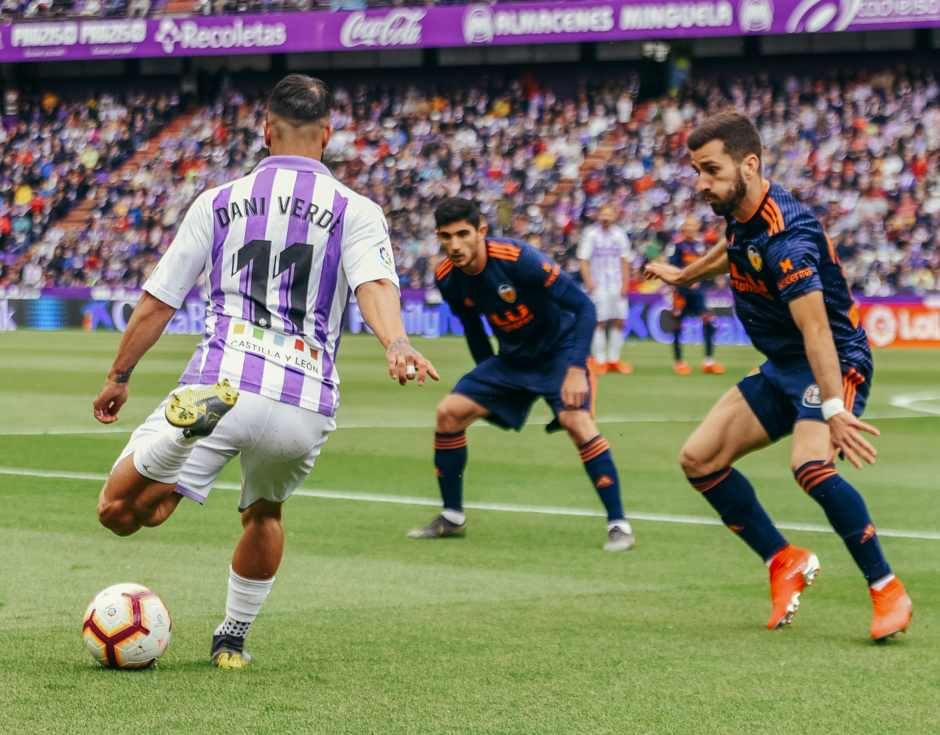
Gayà disputant una pilota front al Reial Valladolid, en el partit en què el València va confirmar la seua presència en Champions League per a la següent temporada.

L'inici de la temporada 2017-18 va vindre acompayat de la contractació de Marcelino Garcia Toral com a primer entrenador. La direcció del club valencianista va tractar de canviar la situació que s'estava arrossegant en les últimes dos temporades, per la qual cosa ja a març del 2017 van incorporar a Mateu Alemany a la direcció general. El directiu mallorquí va dur a terme una reestructuració de la plantilla que, junt amb la direcció al camp de Marcelino, va aconseguir molts bons resultats. Amb els fitxatges de jugadors com Kondogbia, Guedes, Paulista i Neto, entre d'altres, l'equip va fer un salt de qualitat. En aquest context, la figura de Gayà fou fonamental en l'èxit lliguer valencianista. El de Pedreguer va participar en 34 partits, ajudant a l'equip a arribar a la quarta posició i classificar-se per a la UEFA Champions League. Les seues bones actuacions li van permetre debutar a la selecció espanyola i disputar-li el lloc a Jordi Alba. Amb només 23 anys es va convertir en un dels eixos de l'equip blanquinegre i un habitual a les convocatòries nacionals.

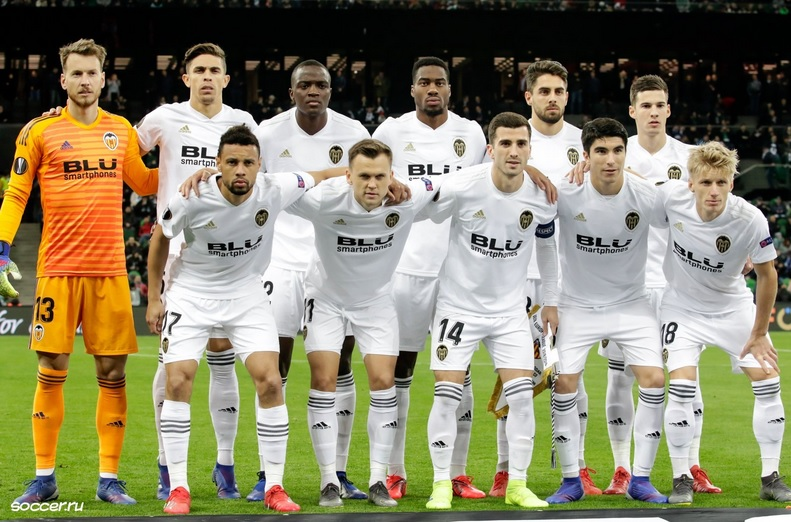
Gayà a la part central de la imatge portant el braçalet de capità en un partit de UEFA Europa League contra el FK Krasnodar.

La segona temporada de Marcelino al club de Mestalla, 2018-19, fou la corresponent al centenari del club. Tot i que el València va perdre a un dels seus màxims golejadors en aquell moment, Simone Zaza, l'equip es va saber refer amb els fitxatges de Kevin Gameiro i Daniel Wass. Gayà va continuar amb la seua trajectòria ascendent i va participar en un total de 49 partits en totes les competicions i va aconseguir marcar un gol a la lliga. Tot i que l'inici de la temporada fou complicat per als valencianistes, amb resultats pobres a la lliga i l'eliminació en Champions, l'equip es va alçar a la segona meitat del campionat. Tant és així que va aconseguir arribar a les semifinals de la UEFA Europa League, on l'equip xe va caure davant l'Arsenal FC, i es va remuntar la classificació lliguera fins a arribar a la quarta posició per segona temporada consecutiva. Així i tot, l'èxit més notori de l'equip va ser el triomf a la Copa del Rei, en la qual l'alacantí va participar en 5 partits i va ser titular a la final contra el Barça, on va assistir Gameiro al primer gol de l'equip valencianista.

### Caiguda de l'equip i consolidació com a capità
Tot i el gran any del club al centenari valencianista, la temporada 2019-20 va trontollar des de l'inici. La destitució de Marcelino i l'arribada d'Albert Celades va desestabilitzar la dinàmica del club. Tot i la classificació com a primers de grup als octaus de final de la Champions League, l'equip va rebre dures derrotes a la Supercopa d'Espanya contra el Reial Madrid i a la Lliga de Campions contra l'Atalanta. L'arribada del Covid-19 va complicar encara més la temporada valencianista, que va acabar amb la novena posició lliguera. En termes personals, Gayà es va veure perjudicat per la dinàmica de l'equip, però també una sèrie de lesions musculars van fer que la seua importància als terrenys de jocs disminuïra, amb un total de 24 partits i cap gol a la Lliga.
L'estiu del 2020 va comportar una profunda reconfiguració del planter valencianista, amb l'eixida de jugadors com Parejo, Rodrigo, Ferran Torres i Coquelin. Gayà, però, va mantindre's al club i va consolidar-se definitivament com un dels eixos de la columna vertebral dels merengots junt amb Carlos Soler i Guedes, entre d'altres. El canvi a la banqueta va dur a Javi Gracia a Mestalla, el qual va obtenir uns nombres pobres a la temporada 2020-2021. Eixa temporada, el lateral de Pedreguer va convertir-se en el capità del València C.F. i va participar en un total de 33 partits lliguers.
Encara que Gayà va tenir nombroses ofertes de grans equips europeus a l'estiu de 2021, el de Pedreguer va continuar a la Capital del Túria. L'arribada de José Bordalás a la banqueta va agitar el vestidor i el València va aconseguir arribar a la final de la Copa del Rei 2022, tot i signar una nova temporada mediocre al campionat lliguer. Gayà fou fonamental per arribar a la final copera a Sevilla, la qual va guanyar el Betis als penaltis, produint una enorme tristessa en el capità valencianista.
L'inici de la següent temporada, 2022-23, va confirmar la tendència en què es trobava el club. Amb una política de desfer-se de les màximes estrelles, Soler i Guedes van abandonar Mestalla. Gayà, no obstant, va decidir renovar amb la camiseta valencianista, signant un nou contrate que el vincula al club fins al 2028. El bon inici de temporada del lateral de Pedreguer a ordres de Gattuso el va permetre ser cridat per a la convocatòria de la selecció de Luís Enrique per al Mundial de Qatar 2022. Així i tot, la lesió al turmell dret que va patir al novembre del 2022, una vegada ja estava concentrat amb la selecció al país qatarí, el va deixar sense disputar la Copa del Món. La tornada a la competició lliguera, a més, no fou tampoc fàcil per al lateral valencianista, ja que l'equip va patir una sèrie de derrotes que van conduir a la destitució de Gattuso i la tornada de Voro, una vegada més de manera temporal. Finalment, el València va acabar la temporada lluitant pels llocs de descens amb Rubén Baraja com a entrenador, el qual va aconseguir la permanència a l'última jornada del campionat, en un final de lliga vibrant.
La temporada 2023-24 va venir acompanyada d'una polèmica planificació esportiva per part de la direcció del club. Jugadors amb fitxes altes però rendiments escasos, tals com Edinson Cavani o Samu Castillejo, van abandonar l'entitat valencianista. Així i tot, la direcció esportiva va decidir no incorporar grans noms al planter, sinó que es va apostar per una política de suport de la cantera i el producte propi. Baraja va continuar com a entrenador de l'equip xe i Gayà va mantenir-se una temporada més com el líder del vestuari. Tot i les baixes expectatives que es tenien respecte l'equip, el València CF va fer un gran campionant, gaudint d'una tranquil·litat que no havia pogut aconseguir la temporada anterior. Fins i tot el club va arribar al final d'aquesta amb opcions d'entrar en els llocs amb accés a competició europea. Així i tot, els mals resultats en l'últim tram de temporada i les continues lesions del capità valencianista van fer caure l'equip a la novena posició. Els problemes físics van deixar, de nou, a Gayà fora de la convocatòria de Luís de la Fuente per a l'Eurocopa 2024, després que el de Pedreguer caiguera lesionat en l'últim partit a Mestalla front el Girona F.C. El capità va haver de passar per quiròfan, essent intervingut amb èxit a Finlàndia de la seua rotura muscular i tendinosa del recte femoral del quadríceps.
El València CF va començar la temporada 2024-25 sense el seu capità. Açò va afectar greument a l'equip, que va iniciar el curs lliguer amb una derrota per 1-2 contra el FC Barcelona a l'Estadi de Mestalla. La mala planificació esportiva, l'escassa inversió en fitxatges i una sèrie de lesions de jugadors importants del planter va portar a un mal inici de lliga que, acumulat amb el final de la temporada anterior, va conduir al València CF a una ratxa de dotze partits consecutius sense guanyar. Aquesta mala dinàmica es va trencar finalment amb una victòria a casa enfront del Girona F.C. per 2-0. Tot i això, Gayà no es reincorporaria als entrenaments amb l'equip fins a finals de setembre. Dues setmanes després, el lateral va viatjar de nou a Finlàndia on va rebre, finalment, l'alta mèdica. El desitjat retorn del de Pedreguer als terrenys de joc es va donar cinc mesos després de la seua lesió, quan va entrar al camp a la segona part en la derrota del València CF enfront de la U.D. Las Palmas per 2-3, que deixava l'equip en l'última posició de la lliga a la jornada 10. La tornada de Gayà, que va donar una assistència de gol a César Tárrega, fou l'única bona notícia d'un partit que va deixar en una situació molt complicada a l'equip de Rubén Baraja. No obstant, el lateral es va lesionar de nou en el partit front el Rayo Vallecano i va estar un mes fora dels terrenys de joc. Durant la seua absència l'equip va aconseguir uns resultats mediocres i va arribar als nadals a llocs de descens, circumstància que va provocar la destitució de Baraja. Va ser substituït per Carlos Corberán, tècnic de Xest provinent del West Bromwich Albion de l'Championship anglesa. La seua arribada va ajudar a millorar la dinàmica de l'equip i Gayà va continuar sent una peça fonamental del conjunt xe, mantenint el braçalet de capità.

## Selecció Espanyola
Convocat per les categories inferiors és la selecció espanyola i sent fix en la sub-19, va debutar amb 19 anys a la selecció sub-21, el 8 de setembre de 2014, a Puertollano davant d'Àustria (1-1), convocat pel seleccionador Albert Celades que va cridar a Gayà en substitució d'Alberto Moreno, lesionat. Celades va continuar comfiant en ell i va ser convocat per al Campionat d'Europa Sub-21 de Polonia 2017.
Ja des del 2014 fins i tot el seleccionador absolut, Vicente del Bosque, va declarar públicament tenir molt en compte al jugador per a l'absoluta. No obstant el debut del pedreguerí amb la selecció absoluta va haver d'esperar fins l'11 de setembre de 2018, en un partit que la selecció va véncer per 6-0 contra Croàcia.
El seu creixement com a jugador el va fer guanyar-se la confiança del nou seleccionador espanyol, Luis Enrique. La seua presència en les llistes de l'equip nacional van ser recurrents, fins al punt que el capità del València CF fou cridat per a participar en l'Eurocopa 2020, on va arribar a disputar un partit.
Des d'aleshores, el valencià fou un fixe a les convocatòries nacionals, fins l'arribada del Mundial de Qatar i la seua inoportuna lesió al turmell. Gayà fou substituït per Alejandro Balde al planter de Luis Enrique. Després de la prematura eliminació mundialista i la destitució del seleccionador asturià, Luis de la Fuente va ser nomenat com el seu successor a la banqueta. Amb la seua arribada Gayà va recuperar el seu lloc a l'equip nacional i va ser convocat ja en la primera llista del nou seleccionador. Des d'aleshores el de Pedreguer s'ha convertit en un habitual en la selecció espanyola, sobre tot tenint en compte la caiguda de nivell dels seus competidors al lateral esquerre, especialment Balde i Jordi Alba.
Tot i ser un fixe en les convocatòries del seleccionador nacional, Gayà no va poder assistir a l'Eurocopa 2024 per problemes físics. La seua inoportuna lesió a final de temporada va deixar el de Pedreguer sense una altra gran competició amb la selecció absoluta, deixant el seu lloc al català Marc Cucurella i el valencià Alejandro Grimaldo.

### Gols amb la selecció
| Data                  | Estadi                                   | Rival       | Gol | Resultat | Competició                          |
| --------------------- | ---------------------------------------- | ----------- | --- | -------- | ----------------------------------- |
| 7 de juny de 2019     | Tórsvøllur, Tórshavn, Illes Feroe        | Illes Fèroe | 1-4 | 1-4      | Classificació Eurocopa 2020         |
| 3 de setembre de 2020 | Mercedes-Benz Arena, Stuttgart, Alemanya | Alemanya    | 1-1 | 1-1      | Lliga de Nacions de la UEFA 2020-21 |
| 5 de setembre de 2021 | Estadi Nuevo Vivero, Badajoz, Espanya    | Geòrgia     | 1-0 | 4-0      | Clasificació pel Mundial 2022       |

## Estadístiques
| Club                 | Div.          | Temporada     | Lliga | Lliga | Copes nacionals1 | Copes nacionals1 | Copes internacionals2 | Copes internacionals2 | Total | Total |
| Club                 | Div.          | Temporada     | Part. | Gols  | Part.            | Gols             | Part.                 | Gols                  | Part. | Gols  |
| -------------------- | ------------- | ------------- | ----- | ----- | ---------------- | ---------------- | --------------------- | --------------------- | ----- | ----- |
| València CF Mestalla | 2a B          | 2011-12       | 1     | 0     | ―                | ―                | ―                     | ―                     | 1     | 0     |
| València CF Mestalla | 2a B          | 2012-13       | 36    | 2     | ―                | ―                | ―                     | ―                     | 36    | 2     |
| València CF Mestalla | 2a B          | 2013-14       | 28    | 1     | ―                | ―                | ―                     | ―                     | 28    | 1     |
| València CF Mestalla | Total club    | Total club    | 65    | 3     | 0                | 0                | 0                     | 0                     | 65    | 3     |
| València CF          | 1a            | 2012-13       | 0     | 0     | 1                | 0                | 0                     | 0                     | 1     | 0     |
| València CF          | 1a            | 2013-14       | 1     | 0     | 0                | 0                | 3                     | 0                     | 4     | 0     |
| València CF          | 1a            | 2014-15       | 35    | 1     | 2                | 1                | ―                     | ―                     | 37    | 2     |
| València CF          | 1a            | 2015-16       | 20    | 0     | 5                | 1                | 11                    | 0                     | 36    | 1     |
| València CF          | 1a            | 2016-17       | 27    | 1     | 3                | 0                | ―                     | ―                     | 30    | 1     |
| València CF          | 1a            | 2017-18       | 34    | 0     | 4                | 0                | ―                     | ―                     | 38    | 0     |
| València CF          | 1a            | 2018-19       | 35    | 1     | 5                | 0                | 9                     | 0                     | 49    | 1     |
| València CF          | 1a            | 2019-20       | 24    | 0     | 2                | 0                | 6                     | 0                     | 32    | 0     |
| València CF          | 1a            | 2020-21       | 33    | 1     | 1                | 0                | ―                     | ―                     | 34    | 1     |
| València CF          | 1a            | 2021-22       | 24    | 2     | 7                | 0                | ―                     | ―                     | 31    | 2     |
| València CF          | 1a            | 2022-23       | 31    | 1     | 3                | 0                | ―                     | ―                     | 34    | 1     |
| València CF          | 1a            | 2023-24       | 24    | 1     | 3                | 1                | ―                     | ―                     | 27    | 2     |
| València CF          | 1a            | 2024-25       | 23    | 0     | ―                | ―                | ―                     | ―                     | 23    | 0     |
| València CF          | Total club    | Total club    | 311   | 8     | 36               | 3                | 29                    | 0                     | 377   | 11    |
| Total carrera        | Total carrera | Total carrera | 376   | 11    | 36               | 3                | 29                    | 0                     | 441   | 14    |

1. Inclou dades de Copa del Rei i Supercopa d'Espanya
2. Inclou dades de UEFA Champions League i UEFA Europa League

## Palmarès

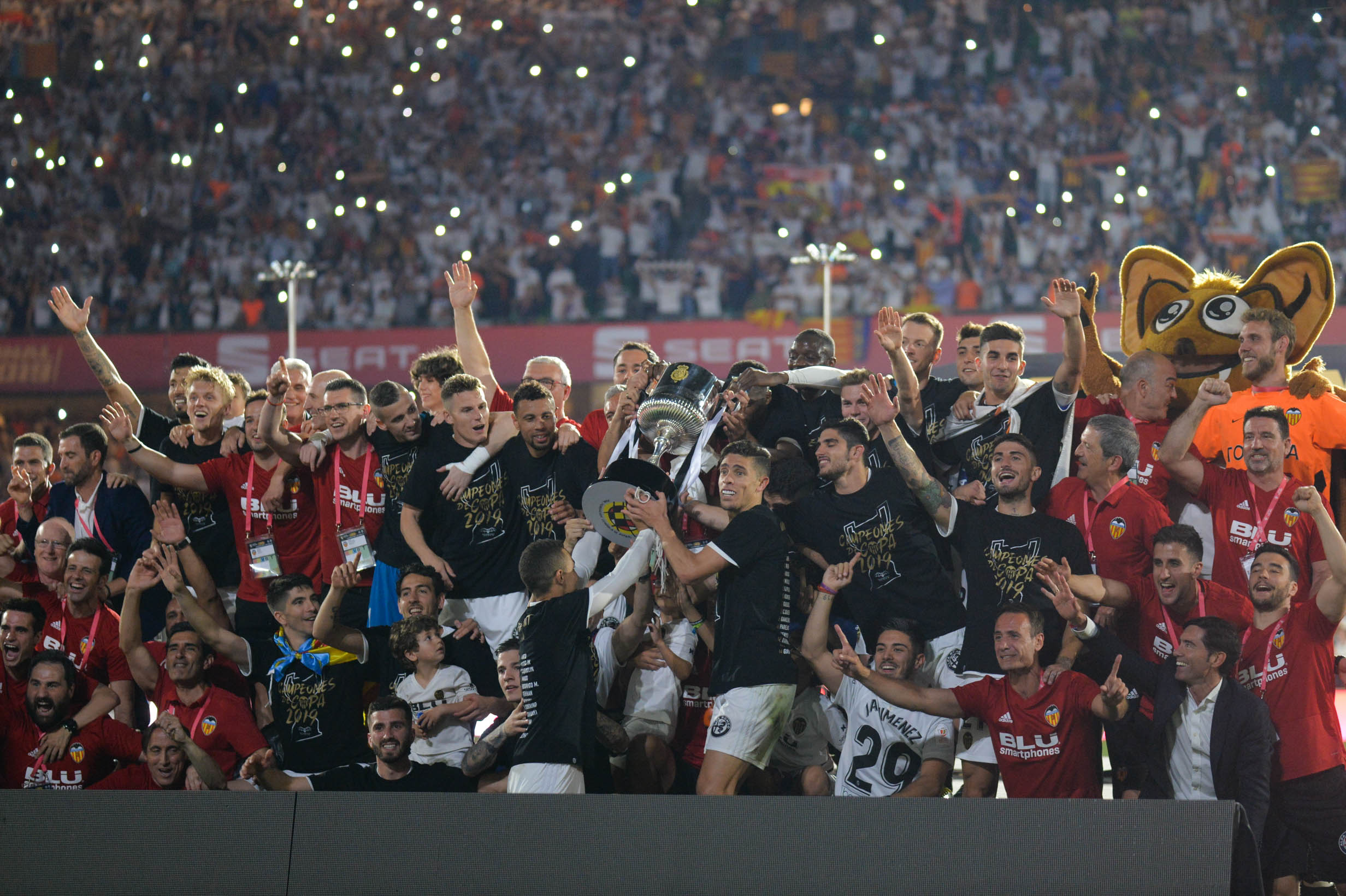
Celebració de la Copa del Rei 2018/19, amb Gayà a la part inferior de la imatge.

| Títol        | Club        | País    | Any     |
| ------------ | ----------- | ------- | ------- |
| Copa del Rei | València CF | Espanya | 2018-19 |